# Godzięcińska Górka
Godzięcińska Górka – wzgórze, wzniesienie, położone w obrębie Wzgórz Trzebnickich, w mikroregionie Wzgórz Skrzypińskich. Wierzchołek znajduje się w gminie Brzeg Dolny. Położony jest na wysokości bezwzględnej wynoszącej 155 m n.p.m. W jego pobliżu przebiega granica gmin tak, że północna i zachodnia część masywu leży już w gminie Wołów.

## Położenie i otoczenie
Godzięcińska Górka jest częścią Wzgórz Trzebnickich, będących mezoregionem o identyfikatorze 318.44 (według regionalizacji fizycznogeograficznej opracowanej przez Jerzego Kondrackiego), należących do Wału Trzebnickiego (makroregion o indeksie 318.4). W ramach tych Wzgórz Trzebnickich wyróżnia się także mikroregion, obejmujący Godzięcińską Górkę – Wzgórza Skrzypińskie (mikroregion o indeksie 318.443). Wzgórze to leży w południowej części wymienionego mikroregionu. Pod względem regionalizacji przyrodniczo-leśnej wzgórze położone jest w mezoregionie Wzgórz Trzebnicko-Ostrzeszowskich.
W kierunku południowym rozpościera się Pradolina Wrocławska (mezoregion o indeksie 318.52), a w kierunku zachodnim Wysoczyzna Rościsławska (mezoregion o indeksie 318.52). Natomiast na wschód od wzniesienia leży kolejny mikroregion Wzgórz Trzebnickich – Grzbiet Trzebnicki (mikroregion o indeksie 318.444), z takimi najbliższymi obiektami fizjograficznymi jak Grodzieniec, Podlesiec i Osolińska Góra. W kierunku północnym zaś biegną wymienione Wzgórza Skprzypińskie, a w ich ramach najbliższymi wzniesieniami są Smolno, Siodłkowicka Góra, Kocierz, Swojno.
Natomiast pod względem podziału administracyjnego wzniesienie jest położone na terenie gmin Brzeg Dolny i Wołów, przy czym sam wierzchołek oraz wschodnia i południowa część masywu znajdują się w tej pierwszej z nich (w obrębie ewidencyjnym Godzięcin), a pozostała część północna i zachodnia w drugiej z wymienionych gmin (w obrębie ewidencyjnym Sławowice). Gminy te przynależą do powiatu wołowskiego w województwie dolnośląskim.

## Charakterystyka
Przyjmuje się, że najwyższy punkt wzgórza Godzięcińskiej Górki osiąga wysokość bezwzględną wynoszącą 155 m n.p.m.. I taka wysokość wzniesienia ujęta jest w rozporządzeniu Prezesa Rady Ministrów z 1954 r. określające jego nazwę. Niemiecka, przedwojenna mapa z ówczesną nazwą wzniesienia, nie pokazuje dokładnej wartości koty ale ta znajduje się w obrębie warstwicy dla wysokości bezwzględnej wynoszącej 155 m n.p.m.. 
Teren całego masywu wzniesienia pokryty jest lasem. Okoliczne lasy podlegają nadleśnictwu Oborniki Śląskie, leśnictwu Zwierzyniec. Jest to las gospodarczy, pod względem typu siedliskowego lasu określany jako bór mieszany świeży. Wiek drzewostanu na styczeń 2025 r. to 32 lata. Dominuje sosna zwyczajna, ale występują także taki gatunki jak: świerk pospolity, modrzew europejski, brzoza brodawkowata, dąb czerwony i inne odmiany dębu, olsza czarna i kruszyna pospolita.
Na północ od wierzchołka przebiega droga łącząca Godzięcin ze Sławowicami. Natomiast po stronie południowej przebiega niewielki ciek wodny – Parzenica (potok).

## Nazwa
Nazwa własna – Godzięcińska Górka – jest nazwą urzędową. Została ustalona i ujęta w państwowym rejestrze nazw geograficznych na podstawie Zarządzenia nr 70 z dnia 30 marca 1954 r. wydanego przez Prezesa Rady Ministrów (Monitor Polski z 1954 nr 38, poz. 516). Odnosi się ona do ukształtowania terenu należącego do rodzaju wzgórza, wzniesienia. W rejestrze tym przypisano jej identyfikator: PRNG – 205716, identyfikator IIP – PL.PZGiK.320.NGRP.205716. Podaje on następujące współrzędne geograficzne punktu głównego masywu: szerokość geograficzna – 51°20'49" N, długość geograficzna – 16°45'19" E. W rejestrze tym jest ważna od 19.02.2015 r..
W czasie przynależności tego obszaru do Niemiec wzniesienie nosiło nazwę Galgen Berg.